# Нігаматовська сільська рада
Нігама́товська сільська рада (рос. Нигаматовский сельский совет) — муніципальне утворення у складі Баймацького району Башкортостану, Росія. Адміністративний центр — село Нігаматово.

## Історія
19 листопада 2008 року до складу сільради була приєднана ліквідована Іткуловська 2-а сільрада (населені пункти Баїмово, 2-е Іткулово). У складі приєднаної сільради 12 грудня 1986 року були ліквідовані присілки Саїтбатталово і Така-Суккан.

## Населення
Населення — 2958 осіб (2019, 2867 в 2010, 3217 в 2002).

## Склад
До складу поселення входять такі населені пункти:
| Населений пункт           | Населення, осіб (2002) | Населення, осіб (2010) |
| ------------------------- | ---------------------- | ---------------------- |
| 2-е Іткулово, село        | 1012                   | 853                    |
| Баїмово, присілок         | 521                    | 487                    |
| Верхньояїкбаєво, присілок | 431                    | 390                    |
| Ісяново, присілок         | 181                    | 176                    |
| Нижньояїкбаєво, присілок  | 163                    | 123                    |
| Нігаматово, село          | 909                    | 838                    |